# ميلارد فاولر
ميلارد فاولر (بالإنجليزية: Millard Fuller)‏ هو محامي أمريكي، ولد في 3 يناير 1935 في لانيت في الولايات المتحدة، وتوفي في 3 فبراير 2009 في أميريكوس في الولايات المتحدة.

## وصلات خارجية
- ميلارد فاولر على موقع IMDb (الإنجليزية)